# Бондаренко, Алексей Петрович
Алексе́й Петро́вич Бондаре́нко (23 августа 1978, Кустанай, СССР) — российский и казахский гимнаст, серебряный и бронзовый призёр Олимпийских игр. Заслуженный мастер спорта России.

## Карьера
На чемпионате Азии среди юниоров 1994 был 12-м в личном многоборье и 4-м в командном. Переехал в Россию в 1995 году.
На Олимпийских играх в Сиднее Алексей выиграл серебряную и бронзовую медали в опорном прыжке и командном первенстве. Через 4 года в Афинах Бондаренко с партнёрами по сборной не смог повторить успех в командном первенстве, заняв 6-е место, а в опорном прыжке из-за двух падений он стал 8-м.
Трёхкратный серебряный призёр чемпионата мира и обладатель бронзовой медали. Трёхкратный чемпион Европы и обладатель трёх серебряных и четырёх бронзовых медалей. Чемпион Европы среди юниоров в командном многоборье 1996, чемпион СНГ среди юниоров 1995.
Победитель Мемориала Артура Гандера (2000), Мемориала Хоакина Блуме (1997), кубка Воронина (2002, 2003), кубка Тюнити (1998).
Четырнадцатикратный чемпион России и четырёхкратный обладатель Кубка России в многоборье (1997, 1998, 1999, 2000), Кубка Швейцарии в смешанном многоборье (2000).
Многократный призёр чемпионатов и Кубков России.

## Образование
Выпускник Российского государственного университета физической культуры, спорта, молодёжи и туризма.